# Дендрарий Коннектикутского колледжа
Дендрарий Коннектикутского колледжа (англ. Connecticut College Arboretum) — дендрарий и ботанический сад, основанный в 1931 году и расположенный на территории кампуса Коннектикутского колледжа и в городах Нью-Лондон и Уотерфорд  (штат Коннектикут, США).
Общая площадь дендрария составляет 300 га (750 акров). Дендрарий включает коллекцию местных растений,  Чёрный сад Кэролайн, коллекцию кампуса Коннектикутского колледжа и оранжерею.
Коллекция местных растений (8 га) заложена в 1931 году включает деревья и кустарники произрастающие в восточной части Северной Америки и которым подходят климат и почвы Нью-Лондона. В этой коллекции 288 таксонов деревьев, кустарников и древесных лиан, в том числе вечнозелёные и хвойные растения, ирга, кизил, кальмия широколистная, гигантский рододендрон, оксидендрум, азалии.
Особый интерес представляют:
- Хвойная коллекция Линкольна и Лилианы Дауби Грайсов, которая была заложена в 1988 году и занимает площадь 1,2 га, здесь представлены  пихты, ели, сосны, можжевельники и местные виды кустарников.
- Сад азалий Нэнси Мосс (основан в 1978 году) —  растёт 15 видов и естественных гибридов азалии.
- Горный сад Жозефины Хукер (основан в 1985 году) —  здесь культивируют различные сорта кальмии широколистой.
- Сад полевых цветов Эджертона и Стрэнджела (основан в 1956 году) — на площади 0,8 га растут папоротники и полевые цветы, в том числе триллиум и лобелия пурпурная.

Черный сад Кэролайн включает коллекции декоративных деревьев, кустарников и трав из разных стран мира, в том числе 187 таксонов азалий, японского клёна, оксидендрума, калины, вишни и многие других растений.
Коллекция кампуса Коннектикутского колледжа в настоящее время насчитывает 223 таксона деревьев и кустарников, в том числе франклинию, софору японскую и гамамелис.
Оранжерея площадью 280 м² включает в себя коллекцию тропических растений, коллекцию кактусов и экспериментальный участок.

## Галерея фотографий дендрария Коннектикутского колледжа

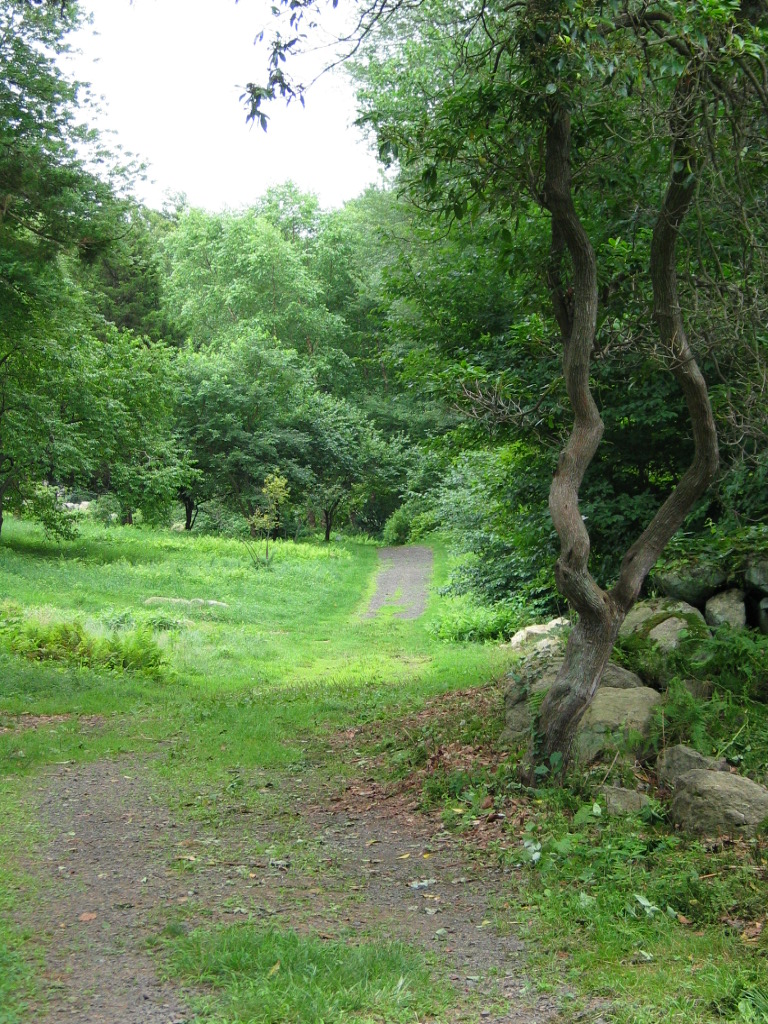
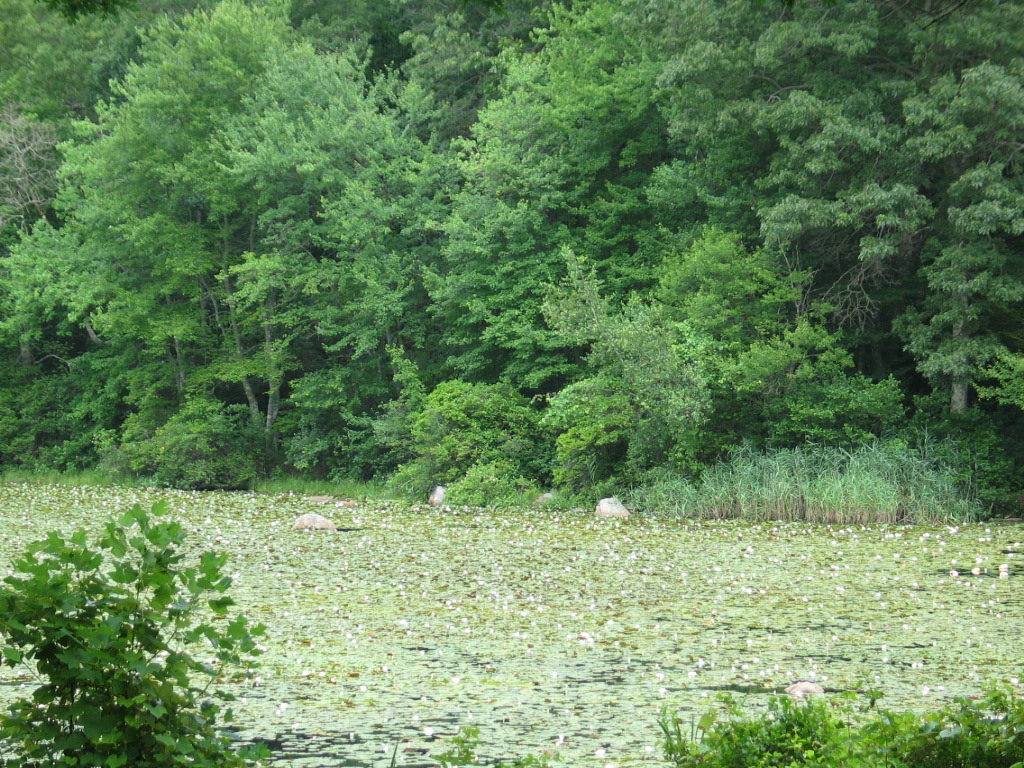
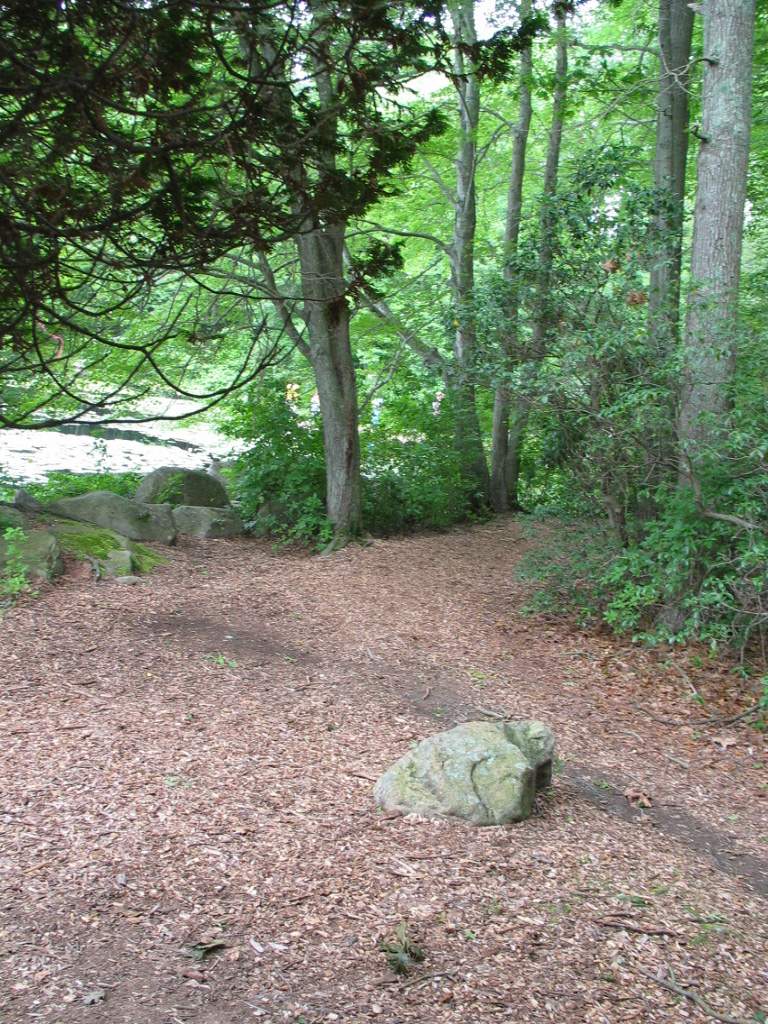
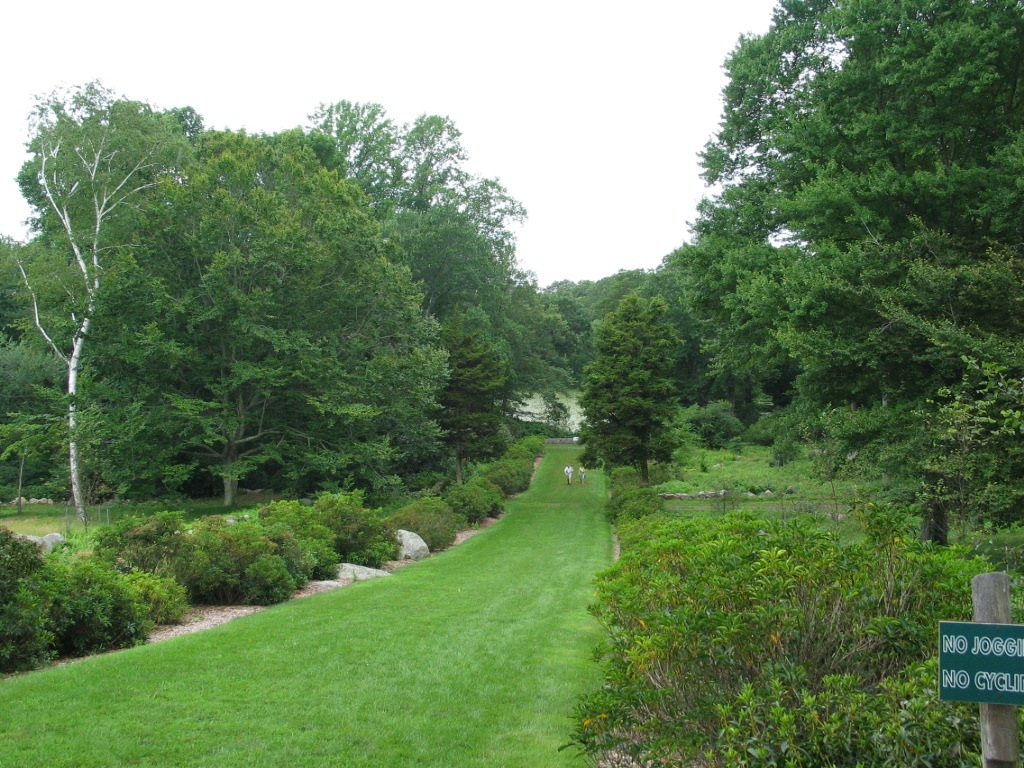